# Moultonborough
Moultonborough es un pueblo ubicado en el condado de Carroll en el estado estadounidense de Nuevo Hampshire. En el Censo de 2010 tenía una población de 4.044 habitantes y una densidad poblacional de 20,93 personas por km².

## Geografía
Moultonborough se encuentra ubicado en las coordenadas 43°43′14″N 71°22′6″O / 43.72056, -71.36833. Según la Oficina del Censo de los Estados Unidos, Moultonborough tiene una superficie total de 193.23 km², de la cual 154.02 km² corresponden a tierra firme y (20.29%) 39.21 km² es agua.

## Demografía
Según el censo de 2010, había 4.044 personas residiendo en Moultonborough. La densidad de población era de 20,93 hab./km². De los 4.044 habitantes, Moultonborough estaba compuesto por el 97.95% blancos, el 0.32% eran afroamericanos, el 0.22% eran amerindios, el 0.67% eran asiáticos, el 0% eran isleños del Pacífico, el 0.3% eran de otras razas y el 0.54% pertenecían a dos o más razas. Del total de la población el 1.04% eran hispanos o latinos de cualquier raza.